# Bissenhausen
Bissenhausen gehört zum Ortsteil Heiligenloh der Stadt Twistringen im niedersächsischen Landkreis Diepholz.

## Geografie und Verkehrsanbindung
Der Ort liegt südwestlich der Kernstadt Twistringen und nordöstlich des Kernortes Heiligenloh. Nördlich des Ortes verläuft die Landesstraße 342 und fließt die Natenstedter Beeke, südlich verläuft die Kreisstraße 102.

## Infrastruktur
- In Bissenhausen gibt es keine Straßenbezeichnungen, sondern nur Hausnummern, nach denen sich Einwohner, Postboten, Lieferanten und Besucher orientieren müssen.
- Das ehemalige Museum Petit Musée befindet sich im Ort.

## Söhne und Töchter des Ortes
- Wilhelm Helms (1923–2019), Politiker (DP, FDP und CDU)